# Písek (hrad)

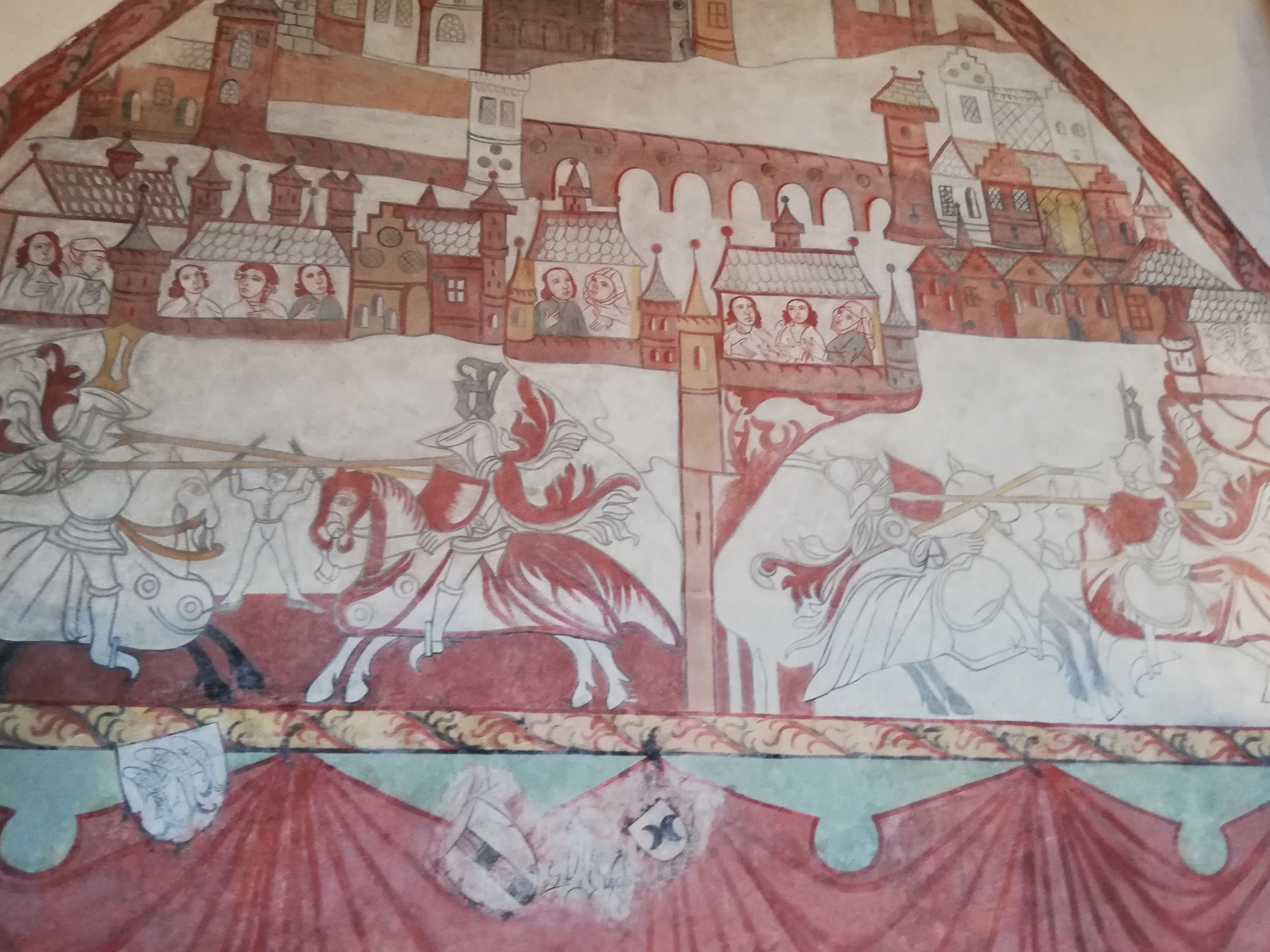
Nástěnná malba představující turnaj

Písek je částečně dochovaný hrad ve stejnojmenném městě v severní části Jihočeského kraje. Stojí na západním okraji historického centra města nad pravým břehem řeky Otavy. Od počátku dvacátého století sídlí v hradních prostorách Prácheňské muzeum. Samotný hrad je chráněn jako kulturní památka.
Hrad okolo poloviny třináctého století založil král Přemysl Otakar II. a s krátkou výjimkou v době vlády Jana Lucemburského patřil až do začátku husitských válek českým králům. Od druhé poloviny patnáctého století jej měli v zástavě různí šlechtici a roku 1509 se vlastníkem stalo město Písek, v jehož majetku hrad v roce 1532 vyhořel. Šlechtickým sídlem se na krátkou dobu stal ještě během třicetileté války, ale poté už sloužil jen jako sídlo radnice a hospodářským účelům.
Písecký hrad patří mezi nejmenší a nejlépe poznané středoevropské kastely. Původně měl čtverhranný půdorys s obytnými věžemi v obou západních nárožích a ve středu východního křídla. Malé nádvoří obklopovala čtyři palácová křídla propojená arkádovým ochozem. Západní strana hradu byla zapojena do městského opevnění a proti městu hrad chránil příkop a parkánová hradba. Severní křídlo bylo po roce 1750 přestavěno na kasárna. Po polovině devatenáctého století bylo zbořeno nebo se zřítilo zdivo východního a jižního křídla. Jediným objektem dochovaným v původní podobě tak zůstal jen západní trakt nad řekou.

## Historie
Písecký hrad byl založen okolo poloviny třináctého století králem Přemyslem Otakarem II. na nejlépe chráněné straně města, kde se terén příkře svažoval k řece. Stavbu realizovala písecko-zvíkovská huť, které se podílela také na výstavbě Zvíkova, Myšence a řady okolních kostelů. Král poté na hradě v letech 1260–1264 pobýval každoročně, ale navštěvoval jej i v pozdějších letech. Jeho dlouhý pobyt na hradě je doložen roku 1274, kdy se pravděpodobně bavil lovem v okolních lesích.
Na hradě v té době sídlil purkrabí, který byl vojenským velitelem a popravcem Bechyňského kraje. Jiný úředník měl na starost správu královských důchodů a jeho pravomoc se vztahovala i na město Vodňany. Provoz vlastního hradu řídil podpurkrabí. Hospodářské zázemí hradu tvořily vsi Čížová, Křepice, Zátaví (do roku 1332), část Semic a další vesnice. Hrad měl vlastní manskou soustavu. Manové, kteří zastávali úřady lovčích, sídlili na dvorech v Protivíně, Chřešťovicích, Březí a další manství bylo v Myšenci.

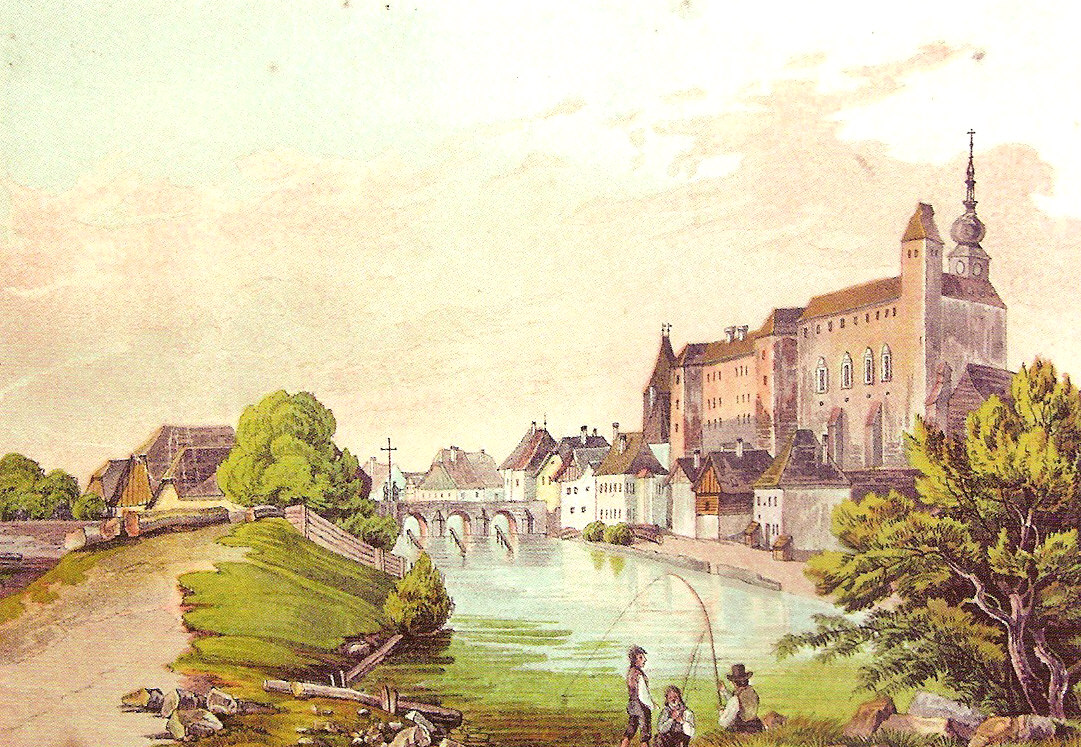
Hrad na litografii Alexandera Trichtla z první poloviny devatenáctého století

Král Václav II. písecký hrad nejspíš nikdy nenavštívil. Jan Lucemburský Písek příležitostně navštěvoval (např. roku 1341), ale také jej svěřil do zástavy, z níž hrad vykoupil až roku 1333 Karel IV. Posledním králem, který na hradě pobýval, byl Václav IV. a roku 1419 od něj hrad s příslušenstvím v ceně 500 kop grošů získal Jan Hájek z Hodětína. Vztah Jana Hájka k husitství je nejasný, ale už v roce 1419 se hradu zmocnilo město. Královská komora hrad získala zpět roku 1436, ale další zpráva o něm pochází až z roku 1454, kdy Kateřina z Hodětína u soudu neúspěšně dokazovala své vlastnické právo.
Král Ladislav Pohrobek roku 1455 svěřil písecký purkrabský úřad některému z členů rodu Malovců a o dva roky později Rackovi z Kocova. Za něj hrad spravoval Diviš Malovec z Libějovic připomínaný ve funkci roku 1458. Racek brzy zemřel a roku 1459 se jako pán na Písku označoval Lev z Rožmitálu, který toto označení používal ještě v roce 1471. Po něm měl hrad v zástavním držení Jindřich z Jenštejna, který nechal roku 1479 vyzdobit velký sál malbami s náboženskými (Kalvári, Klanění tří králů, svatý Václav, svatý Vojtěch) i světskými motivy (turnaj, dobývání hradu, obrazy panovníků – Vladislav Jagellonský, Ladislav Pohrobek, Jiří z Poděbrad, Karel VII. Francouzský) a galerií 32 erbů.
Po Jindřichovi z Jenštejna se zástavními držiteli stali Jindřich mladší z Plavna a po něm Hynek Pluh z Rabštejna. Jeho synové Jan, Šebestián, Hynek, Beneš, Kryštof a Štěpán hrad dne 3. února 1509 prodali za 9 000 kop grošů písecké obci. Město mělo částku vyplatit ve třech splátkách a správy panství se ujalo roku 1510. Vlastnictví městu roku 1512 potvrdil král Vladislav Jagellonský. Město začalo východní křídlo hradu využívat jako radnici a časem nechalo zasypat čelní příkop a zastavět prostor přilehlého parkánu. Na místě příkopu bylo postaveno schodiště.
V roce 1532 většina města včetně hradu vyhořela a městská rada nechala opravit jen část, která sloužila jako radnice. Písek se zúčastnil stavovského povstání v roce 1547, za což mu byl zkonfiskován veškerý majetek. Hrad byl od té doby označován jako pustý. Měšťané krále Ferdinanda I. požádali, aby jim hrad i další statky vrátil, a ten jejich žádosti dne 27. ledna 1558 vyhověl.

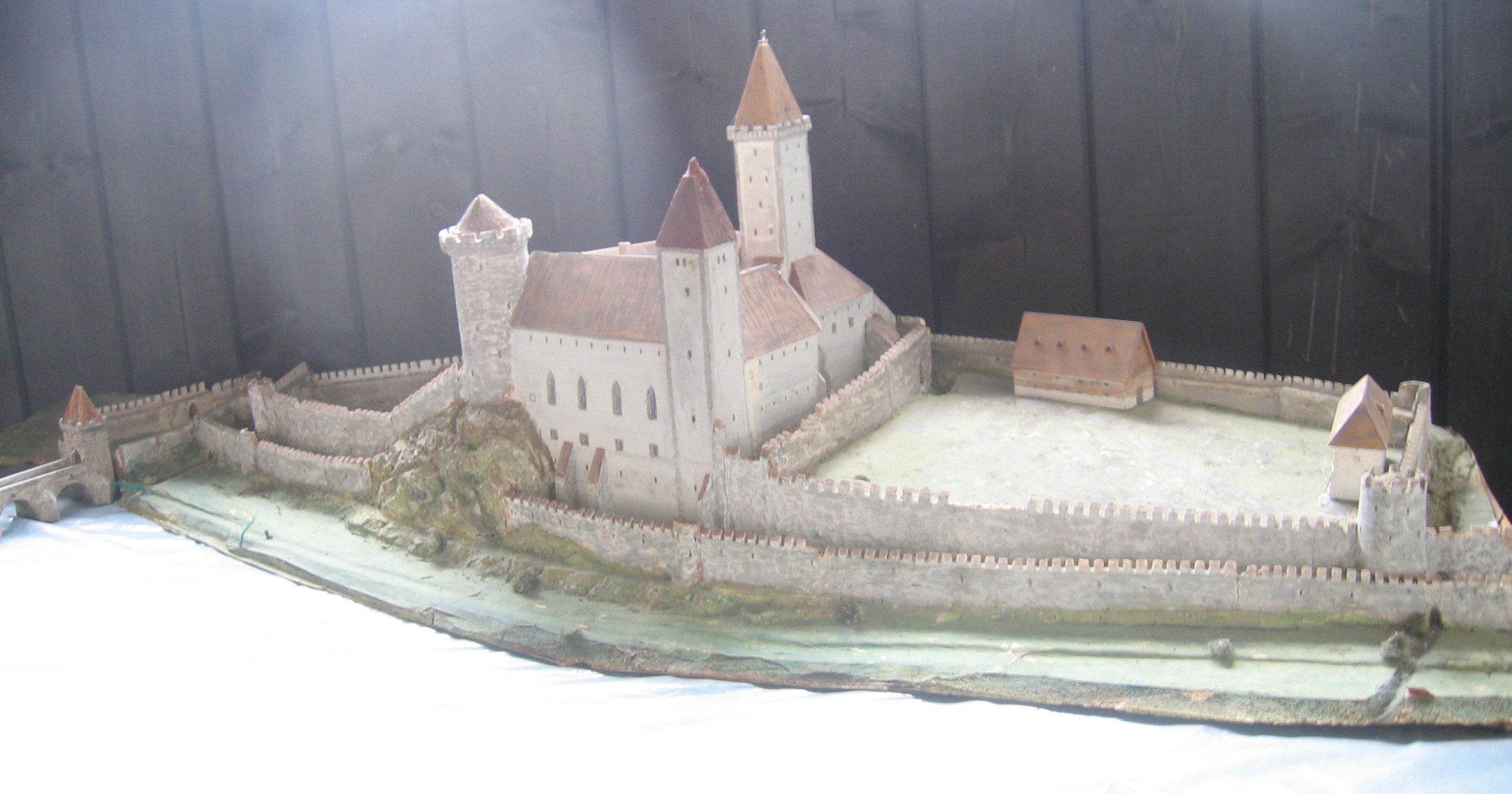
Model hradu s okrouhle ztvárněnou severozápadní věží umístěný v Prácheňském muzeu

Další škody hrad utrpěl během stavovského povstání, kdy bylo město v letech 1619 a 1620 dobyto císařským vojskem generála Karla Bonaventury Buquye. Město za účast na povstání opět přišlo o majetek, a hrad s městem získali za 110 000 zlatých do zástavy 21. června 1623 don Martin de Hoeff-Huerta a don Filip Arizace de Avendino. Dne 28. listopadu 1625 (podle Karla Třísky už roku 1623) Filip svou část postoupil Huertovi, který na hradě občas sídlil.
Martin de Hoeff-Huerta na hradě provedl menší úpravy obytných prostor, ale velkým zásahem se roku 1632 stala přestavba jižního křídla na pivovar. Po jeho smrti v roce 1637 hrad ztratil svou sídelní funkci a sloužil jen k hospodářským účelům. Město mělo ve východním křídle nadále radnici, ale ostatní objekty většinu času chátraly. Roku 1722 byla na velké věži opravena střecha, ale už o rok později byly krovy jiných objektů rozebrány a použity ve Švantlovském dvoře. Demolice pokračovaly od roku 1749 rozebíráním některých zdí, přičemž byla zbořena větší část severního křídla. O čtyři roky později se na jeho místě začala stavět část kasáren. Jejich stavbu od roku 1755 řídil architekt Antonín Fidelis Palliardi.
V roce 1851 byla zbořena budova staré radnice. Při tom proběhla kontrola zdiva velké věže a vzhledem k předpokládaným velkým nákladům na jeho zajištění byla věž roku 1852 zbořena. O rok později byly zdemolovány i přiléhající budovy, čímž se narušila stabilita hradní kaple. Při stavbě nového pivovaru se prováděly terénní úpravy nad řekou a oblastech jižně od hradu, které způsobily velké poškození zdiva nárožní věže, jež se přes provizorní zajištění roku 1860 zřítila. V důsledku toho musela být během následujícího roku rozebrána i kaple.
Dne 11. prosince 1862 císařské místodržitelství další demolice hradu zakázalo a na počátku dvacátého století byl opraven palác, ve kterém od roku 1902 sídlí Prácheňské muzeum.

## Stavební podoba

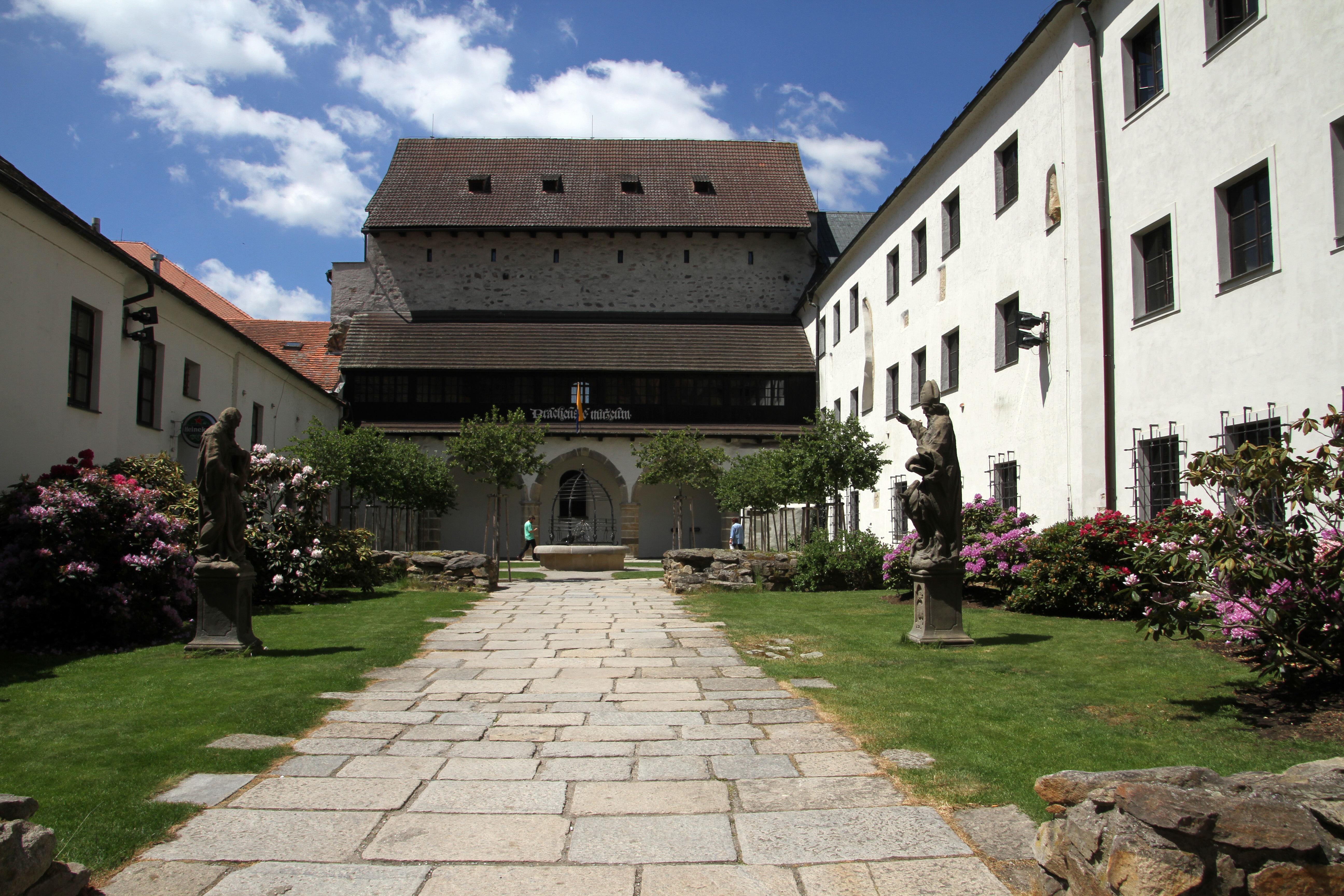
Nádvoří s arkádovým ochozem a střílnovitými okénky pod střechou západního traktu

Hrad v Písku patřil mezi čtverhranné hrady kastelového typu a navazoval na systém městských parcel. Západní strana byla zapojena do hradeb městského opevnění. Ze tří stran naproti městu jej chránila parkánová hradba a ve skále vysekaný příkop. Na severní straně se šířka příkopu pohybovala od 9,5 do deseti metrů.
Jádrem hradu bylo obdélné nádvoří obklopené čtyřmi palácovými křídly. V obou západních nárožích stály obytné čtverhranné věže a třetí podobná věž stála nad bránou ve východním křídle. Stabilitu západního křídla zlepšují dva opěráky nad řekou. Jižní věž se, přes zřícení v roce 1860, částečně dochovala, ale její vnitřní prostor není přístupný. Měla obdélný půdorys s rozměry přibližně 9 × 7 metrů a předstupovala před městskou hradbu. Věž na severním konci západního křídla se dochovala v podobě nároží s rozměry 7,5 × 6,7 metrů a z obvodu hradu vystupovala na severní straně. Na fresce z roku 1743 je věž nakreslena jako okrouhlá, ale dochované zbytky svědčí spíše o čtverhranném půdorysu.
V jihovýchodním nároží bývala hradní kaple s polygonálním uzávěrem. Komunikaci mezi paláci umožňoval arkádový ochoz, který obcházel celé nádvoří, ale dochoval se pouze podél západního křídla. Arkádová chodba byla se svou křížovou klenbou, snad s výjimkou vstupního průjezdu, jediným klenutým přízemním prostorem. Chodba v prvním patře byla na nádvorní straně uzavřena zdí s okny a bylo možné ji vytápět krbem v jihozápadním nároží.

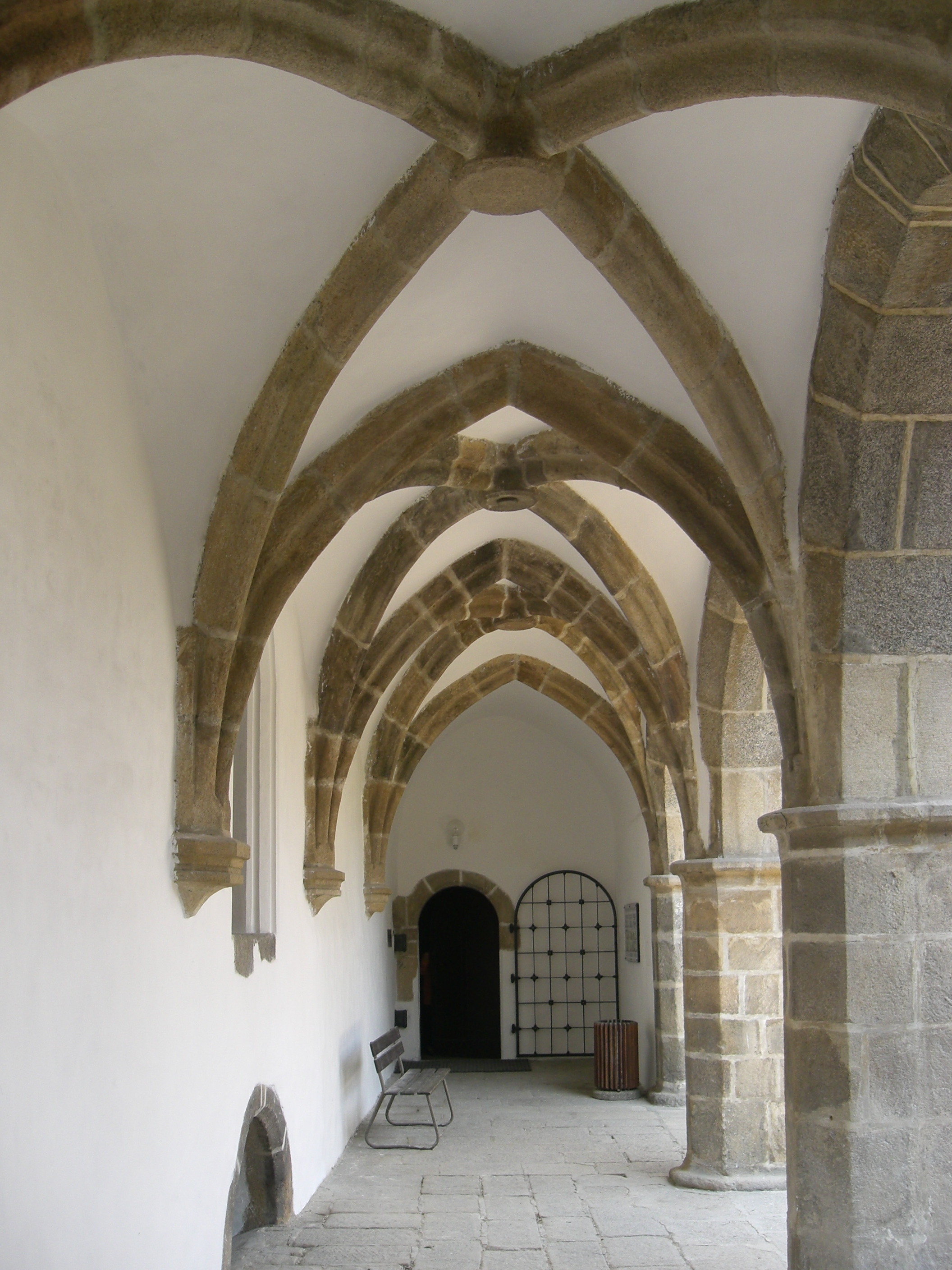
Křížové klenby dochované části arkádové chodby v západním křídle

Nejdůležitější prostory hradu se nacházely v prvním patře. Patřily k nim nejméně dva velké sály s obytnou klenutou komnatou a roubenou komorou po stranách. V severním křídle je doložena existence velkého sálu zaklenutého čtyřmi poli křížové klenby. Menší sál se třemi poli křížové klenby a osvětlený trojicí kružbových oken se dochoval v západním křídle. Vstupovalo se do něj velkým kamenným portálem z arkádového ochozu nebo menšími portály ze sousedních komnat. Ze špalety jižního okna vedlo schodiště do druhého patra umístěné v síle zdi. Na severní straně sálu bývala valeně klenutá roubená komnata doložená zeslabením zdiva severní stěny sálu. Ze severního a jižního křídla vedly přes parkán úzké chodby, na jejichž konci se nacházel prevét vyústěný do příkopu. Druhé patro plnilo provozní funkce. Nacházely se v něm pomocné obytné prostory doplněné při pozdně gotických úpravách o řadu střílen s příčlí pro zaklesnutí hákovnice.
Z jižního paláce se v úrovni suterénu a přízemí dochovala západní část budovy. V prvním patře nedochované východní části bývala kaple, jejíž polygonální závěr byl stabilizován mohutným opěrákem. Její sedile a další architektonické prvky zdokumentoval během demolice architekt Bernhard Grueber v roce 1861. Podle Jiřího Kuthana patřila kaple píseckého hradu k umělecky nejhodnotnějším kaplím třináctého století v Česku. Nedochovaly se ani další prostory prvního patra, ale je možné zde předpokládat existenci dalšího sálu s postranními komnatami.
Z východního křídla se dochovaly jen základy odkryté archeologickým výzkumem v letech 1968–1969. Výzkum zde mimo jiné nalezl pozůstatek kobky určené k ovládání padacího mostu. Budova se mírně lomila a jejím středem vedl průjezd se čtvercovými místnostmi po stranách. Nad průjezdem nebo jižní místností stávala vysoká čtverhranná věž doložená ikonografickými prameny po barokní úpravě. Při úpravě na radnici bylo východní křídlo rozšířeno směrem do parkánu, jehož hradba se stala zdí nového průčelí.